# 우 (미크로네시아 연방)

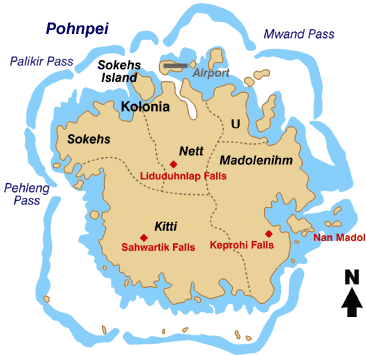
폰페이섬에서의 우의 위치

우(U)는 미크로네시아 연방 폰페이주의 도시이며, 폰페이섬의 북동쪽에 위치한다. 세계에서 가장 짧은 이름의 지명 중 하나로 등재되어 있다.

## 같이 보기
- 카핑아마랑이 환초
- 핀지랩
- 콜로니아 (폰페이주)
- 팔리키르